# Dornie
Dornie, schottisch-gälisch: An Dòrnaidh, ist ein kleines Dorf im Kintail-Gebiet in den Northwest Highlands der ehemaligen Grafschaft Ross-shire in Schottland mit ungefähr 360 Einwohnern (Schätzung 2006). In der Vergangenheit lebten die Bewohner überwiegend vom Fischfang.
Geographisch liegt der Ort in der Nähe des Zusammenflusses von Loch Duich, Loch Alsh und Loch Long. Das bekannte Eilean Donan Castle befindet sich auf einer vorgelagerten Insel in Sichtweite des Ortes. Das Dorf selbst verläuft überwiegend entlang der Gewässer und besteht aus einer Vielzahl von Dorfhäusern, einem kleinen Geschäft und einem Hotel. Am gegenüberliegenden Ufer des Loch Long befindet sich die Ortschaft Ardelve.
Die Hauptstraße A87 zur Hebrideninsel Skye führt unmittelbar an Dornie vorbei. Vor dem Brückenbau führte die Straße durch das Zentrum des Dorfes und der Verkehr wurde mit einem Fährbetrieb über den Loch Long bewältigt. 
Unter Sackpfeifern ist die Melodie des Dornie Ferry ein sehr bekannter Strathspey.

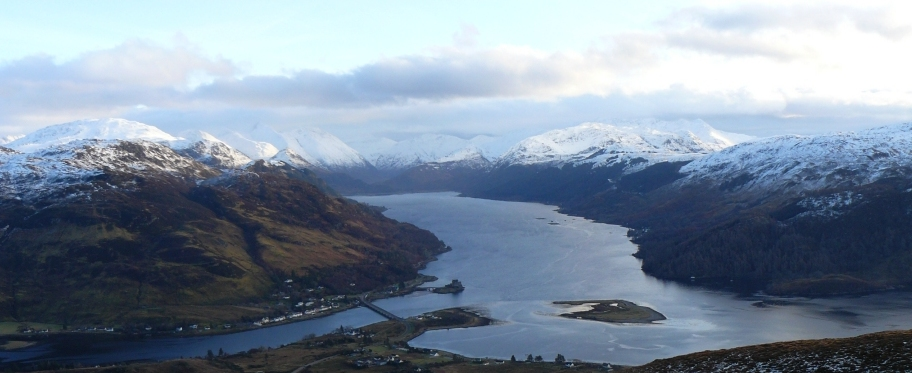
Panorama über Loch Duich mit Dornie im Vordergrund